# Crenidorsum caerulescens
Crenidorsum caerulescens es un hemíptero de la familia Aleyrodidae, con una subfamilia: Aleyrodinae.
Fue descrita científicamente por primera vez por Singh en 1931.